# شهرستان یونشوپینگ
شهرستان یونشوپینگ (به سوئدی: Jönköpings län) یکی از شهرستان‌های کشور سوئد است که در جنوب این کشور واقع شده است

## جغرافیا
با شهرستان‌های هاللاند، وسترا گوتلاند، اوسترگوتلاند، کالمار و کرونوبرگ مرز مشترک دارد.
مرکز این شهرستان شهر یونشوپینگ است.

## شهرستان‌ها
| - Aneby - Eksjö - Gislaved - Gnosjö - Habo - Jönköping - Mullsjö - Nässjö - Sävsjö | - Tranås - Vaggeryd - Vetlanda |  |